# Pauls Jonass
Pauls Jonass (Aizpute, Letonia, 13 de enero de 1997), es un piloto de motocross Letón.

## Palmarés
- Campeón de Europa y del Mundo de 125cc en 2013.
- Campeón del Mundo en 2017 de MX2.